# Le Petit Somme de l'opossum
Pour plus de détails, voir Fiche technique et Distribution.
Le Petit Somme de l'opossum (titre original : Sleepy Time Possum) est un court métrage d'animation américain de la série Merrie Melodies, réalisé par Robert McKimson, sorti en 1951.

## Fiche technique
- Titre : Le Petit Somme de l'opossum
- Titre original : Sleepy Time Possum
- Réalisation : Robert McKimson
- Scénario : Tedd Pierce
- Montage : Treg Brown
- Musique : Carl W. Stalling
- Son : Treg Brown
- Directeur de production : John W. Burton
- Producteur : Edward Selzer
- Sociétés de production : Warner Bros. Cartoons
- Pays d'origine :  États-Unis
- Format : Couleur (Technicolor) — 35 mm — 1,37:1 — Son : Mono
- Genre : Film d'animation, Comédie
- Durée : 7 minutes
- Dates de sortie :
  -  États-Unis :  3 novembre 1951

## Distribution
- Mel Blanc : Ma Possum / Pa Possum / Junior Possum (voix)